# Los tres caballeros
Los tres caballeros (título original: The Three Caballeros) es una película musical estadounidense de 1944, combinando acción real y animación, producida por Walt Disney y estrenada por RKO Radio Pictures. La película se estrenó en Ciudad de México el 21 de diciembre de 1944 y se estrenó en Estados Unidos el 3 de febrero de 1945. Posteriormente se estrenó en el Reino Unido en marzo de 1945.
La película celebra el décimo aniversario del Pato Donald y narra su viaje por Latinoamérica, combinando imágenes reales con animación tradicional. Es la segunda de las seis películas recopilatorias estrenadas por Walt Disney Productions durante la década de 1940, tras Saludos Amigos (1942), y es uno de los primeros largometrajes en combinar imágenes reales y animación. La narración se presenta a través de una serie de segmentos independientes, unidos por el recurso narrativo de Donald recibiendo regalos de cumpleaños de sus amigos latinoamericanos. Entre los artistas destacados se encuentran Aurora Miranda (hermana de Carmen Miranda), Dora Luz y Carmen Molina.
Al igual que su predecesora, la película combina animación y tomas reales. Técnicamente, supera los límites establecidos anteriormente y utiliza el proceso Technicolor. Entre los actores que aparecen junto a los personajes animados se encuentran artistas sudamericanas y mexicanas de la época. El carácter seductor de Donald, ligado a esta presencia femenina, provocó, a pesar de la intención original de entretener, numerosas reacciones sobre el carácter sexual de la película. La película se desarrolló como parte de la contribución del estudio a la política de buena vecindad de Estados Unidos hacia América Latina durante la Segunda Guerra Mundial. Donald está acompañado por José Carioca, un personaje que regresa desde Brasil, y un nuevo compañero, el gallo pistolero Panchito Pistoles, procedente de México.

## Argumento
El Pato Donald recibe como regalo de cumpleaños una enorme caja. En ella descubre un proyector de cine, bobinas de película, un libro y un disco. Contienen recuerdos e información sobre Sudamérica y México que le permiten reencontrarse con sus amigos José Carioca (un loro brasileño) y Panchito Pistoles (un gallo vestido de charro).
Donald ve entonces el primer rollo, titulado en español «Aves raras», y la secuencia se divide en varias partes. La primera se llama The Cold-Blooded Penguin. Cuenta la historia de Pablo, el pingüino, un animal que no consigue acostumbrarse a su Antártida natal y prefiere partir hacia los mares más cálidos de América Latina. A continuación, viene la historia del mítico pájaro Aracuan. Al final de esta parte, el Aracuan sale de la pantalla para estrecharle la mano a Donald. Una segunda bobina presenta The Flying Gauchito, en la que un joven vaquero sale a cazar y descubre un burro con alas. Lo utiliza para participar en una carrera y ganarla, pero su plan fracasa porque el público descubre las alas de su montura.
Una vez revisadas las bobinas, Donald descubre su siguiente regalo, un libro sobre Brasil. Se trata de un libro animado gigante en el que un José Carioca en miniatura describe un magnífico paisaje brasileño mientras canta Baia. José le pregunta a Donald si ha estado alguna vez en Brasil, a lo que él responde que no. José comienza una nueva canción, durante la cual baila, se divide en un cuarteto y luego miniaturiza a Donald para continuar el viaje en un tren que aparece en la página siguiente del libro. Los dos amigos conocen a Aurora Miranda, de quien Donald se enamora. Tras una secuencia de baile con las amigas bailarinas y músicos brasileñas (Os Quindines de Iaia), Aurora besa a Donald, que se sumerge en un torbellino de colores, El sueño de Donald (Donald's Surreal Reverie), siempre con la misma música. A continuación, el libro se cierra, expulsando a José y Donald, que recuperan su tamaño normal.
El siguiente regalo es un disco sobre México, o al menos una música cuyas variaciones e instrumentos aparecen en la pantalla. Donald se ve envuelto en la música, que se vuelve tan loca que explota y libera a un nuevo visitante, un gallo mexicano llamado Panchito Pistoles. Este lleva a sus nuevos amigos a cantar una canción llamada Los tres caballeros y luego decide contarles las tradiciones de su país: La Piñata o Las Posadas, México: Pátzcuaro, Veracruz y Acapulco. Un libro de imágenes permite contar la historia de México. Un sarape se convierte en una alfombra voladora y permite sumergirse en las fotos y escenas mexicanas. Al cruzarse con una fiesta, Donald intenta conquistar el corazón de una señorita antes de que Panchito lance un lazo en dirección a Acapulco.
En la playa de este lugar, Donald descubre otras bellezas mexicanas mientras Dora Luz canta You Belong To My Heart. Donald vuelve a sumergirse en un colorido sueño. A lo lejos, aparece una silueta, la de Carmen Molina, que baila Jesusita acompañada por Donald, que intenta seguir el ritmo. Los tres amigos participan luego en una corrida de toros con un animal falso. Como lo habían llenado de fuegos artificiales, cuando Donald le da un golpe en la cabeza al animal, este explota en una lluvia de luces. Entonces vuelven a cantar Los tres caballeros mientras los fuegos artificiales escriben en el cielo Fin.

## Reparto
- Clarence Nash como el Pato Donald[2]
- José Oliveira como José Carioca[2]
- Joaquín Garay como Pancho Pistolas[2]
- Almirante como el pájaro Aracuan[3]
- Aurora Miranda como Yaya[2]
- Dora Luz  como ella misma[2]
- Carmen Molina como ella misma[2]
- Sterling Holloway como el narrador (Pablo the Cold-Blooded Penguin)[2]
- Frank Graham como el narrador[2]
- Fred Shields como l narrador (The Flying Gauchito) (español con acento mexicano)[2]
- Francisco «Frank» Mayorga como guitarrista mexicano[2]
- Nestor Amaral como la voz cantante de José Carioca (Bahía) / Hombre con naranjas (Bahía)[2]

## Doblaje
El doblaje en español (1944) estuvo a cargo del mexicano Edmundo Santos. Este doblaje es usado y distribuido en todos los países de habla hispana.
- Narrador 1: Jorge «Che» Reyes
- Narrador 2: Florencio Molina Campos
- Pato Donald: Clarence Nash
- José «Ze» Carioca: José Oliveira
- Panchito Pistolas: Felipe Turich (diálogos) / Joaquín Garay (canciones)
- Profesor Turich: Felipe Turich

## Producción

### El estudio en una mala situación
En 1941, el estudio Disney intentaba encontrar dinero para sobrevivir. Las anteriores películas estrenadas en 1940, Pinocho y Fantasía, no obtuvieron los resultados esperados, ni siquiera compensando la mitad de sus costes de producción. Otro largometraje llevaba varios años en producción, Bambi, con un presupuesto igualmente elevado. Con el fin de obtener algunos ingresos, el estudio Disney lanzó dos películas de bajo presupuesto con la esperanza de poder lanzar otros proyectos posteriormente.
El primer proyecto es El dragón chiflado, que combina documental con imágenes reales y animación, con un presupuesto reducido a 600 000 dólares estadounidenses y la segunda es Dumbo, producida con un presupuesto aproximado de 800 000 dólares estadounidenses. Gracias a sus bajos costes, estas dos películas permiten obtener algunos ingresos y completar la producción de Bambi. Sin embargo, a finales de mayo de 1941, el estudio Disney se vio envuelto en una huelga debido a la ausencia de un sindicato. La producción de la película Bambi se retrasó tres meses mientras los sindicalistas abandonaban el estudio. A mediados de agosto de 1941, el estudio cierra y no vuelve a abrir hasta el 12 de septiembre. Se consigue crear un sindicato, pero con 200 empleados menos, la mitad de los cuales participaron en el movimiento social, ya que dos tercios de los 300 huelguistas fueron recontratados.
La Segunda Guerra Mundial estaba causando estragos en Europa, pero en ese momento Estados Unidos aún no ha entrado en guerra. El Departamento de Estado, supervisado por Nelson Rockefeller, se pone en contacto con Walt Disney con el objetivo de representar a Estados Unidos en América Latina y «luchar contra el nazismo» a través de la Política de Buena Vecindad. A Disney no le gusta mucho que le pidan que haga un viaje diplomático, «ir a estrechar manos, aunque sea por una buena causa». John Grant señala que, en aquella época, muchos italianos y alemanes emigraron a Sudamérica, donde existen sentimientos de simpatía hacia el fascismo y el nazismo. Para Eric Loren Smoodin, este viaje también sirve «para explicar Sudamérica al público norteamericano».
Walt obtiene garantías del Gobierno estadounidense para el viaje y también para la financiación de cuatro o cinco cortometrajes. Debido a las dificultades financieras del estudio en la década de 1940, los derechos musicales de Saludos Amigos (1942) y Los tres caballeros (1944) fueron cedidos a Ralph Peer y a la empresa Southern Music and Peer International.

## Lanzamiento

### Teatral
El estreno mundial de la película tuvo lugar en la Ciudad de México el 21 de diciembre de 1944. Se estrenó en Estados Unidos el 3 de febrero de 1945 y en el Reino Unido en marzo de ese mismo año.
Los tres caballeros se volvió a estrenar en los cines el 15 de abril de 1977. Para esta reedición, la película fue editada significativamente y reeditada en formato de mediometraje de 41 minutos, para acompañar una reedición de Never a Dull Moment.

### Televisión
Para el estreno televisivo de la película, Los tres caballeros se emitió como el noveno episodio de la primera temporada de la serie de televisión Disneyland de ABC. Fue editada, acortada y retitulada como Un regalo para Donald. Para esta emisión del 22 de diciembre de 1954 y posteriores repeticiones, el Pato Donald recibe regalos de sus amigos para Navidad, en lugar de por su cumpleaños como en la versión original.

### Medios domésticos
- 19 de noviembre de 1982 (VHS y Betamax)
- 6 de octubre de 1987 y 4 de octubre de 1988 (VHS, Betamax y Laserdisc)
- 28 de octubre de 1994 (VHS y Laserdisc – Colección de obras maestras de Walt Disney)
- 1995 (Laserdisc – Colección exclusiva de archivo)
- 2 de mayo de 2000 (VHS y DVD – Colección Walt Disney Gold Classic)
- 29 de abril de 2008 (DVD – Colección Caballeros Clásicos)
- 30 de enero de 2018 (Blu-ray – Edición del 75.º aniversario, colección de 2 películas)

## Recepción

### Crítica
Los tres caballeros recibió críticas mixtas en su estreno original. La mayoría de los críticos estaban relativamente perplejos por el «deslumbramiento tecnológico» de la película, pensando que, en contraste con los largometrajes anteriores hasta ese momento, «mostraba más brillo que sustancia, más técnica que arte». Bosley Crowther, por ejemplo, escribió en The New York Times: «Disney y sus compañeros de juego han dejado que sus talentos técnicos se descontrolen». Otros críticos se sorprendieron por la dinámica sexual de la película, en particular la idea del Pato Donald deseando a mujeres de carne y hueso. Como dijo Wolcott Gibbs en una crítica negativa de la película para The New Yorker, tal concepto «es una de esas cosas que podrían desconcertar a autoridades menos aprensivas que la oficina de Hays. Incluso podría decirse que una secuencia que involucra al pato, a la joven y a un largo callejón de plantas de cactus animadas probablemente se consideraría sugerente en un medio menos inocente».
La película tiene un índice de aprobación del 84% en Rotten Tomatoes basado en 19 reseñas, con una puntuación media de 6,50/10. El consenso del sitio web dice: «Una de las creaciones más abstractas de Disney, Los tres caballeros es una imagen deslumbrante y colorida que muestra a la compañía en su apogeo artístico».

### Taquilla
En 1951, la película le había reportado a RKO Radio Pictures 3.355.000 dólares en alquiler, de los cuales 1.595.000 dólares se habían recaudado en Estados Unidos y Canadá. La película generó más de 700.000 dólares en México.

### Reconocimientos
| Año  | Premio                                    | Categoría                                    | Receptores                                   | Resultado | Ref.   |
| ---- | ----------------------------------------- | -------------------------------------------- | -------------------------------------------- | --------- | ------ |
| 1946 | Premios Óscar                             | Mejor banda sonora para una película musical | Edward H. Plumb, Paul Smith, Charles Wolcott | Nominados | [ 20 ] |
| 1946 | Premios Óscar                             | Mejor grabación de sonido                    | C. O. Slyfield                               | Nominado  | [ 20 ] |
| 1949 | Festival Internacional de Cine de Venecia | León de Oro                                  | Walt Disney                                  | Nominado  | [ 21 ] |

## Legado
Cuando México entró a la Segunda Guerra Mundial, muchos de los reclutas del Escuadrón 201 de la FAEM, adoptaron a Pancho Pistolas como mascota no oficial del escuadrón para representar al mexicano en batalla, muchos creen que fue pintado en los aviones mexicanos de la FAEM aunque solo fue pintado en la cola de un avión derribado que pusieron a la entrada del campamento asignado.

## Otros medios
- El pájaro Aracuan aparece años más tarde en el cortometraje de 1947, Clown of the Jungle, donde interrumpe constantemente los intentos del Pato Donald de fotografiar pájaros en una jungla sudamericana.[24]
- La canción de Agustín Lara «Solamente una vez» aparece en un cortometraje de Disney llamado Pluto's Blue Note (1947). Más tarde, la canción sería grabada por Bing Crosby. La canción «Bahía» de Ary Barroso y la canción que da título al filme se convirtieron en éxitos populares en la década de 1940. La secuencia completa de «Bahía» fue eliminada de la reedición cinematográfica de 1977 de la película.
- Una de las escenas del antiguo Mickey Mouse Revue muestra al Pato Donald, José Carioca y Panchito Pistoles en el espectáculo, interpretando la canción principal de la película. En la cola de Mickey's PhilharMagic, hay un cartel del "Festival de los Mariachis", en el que también aparecen los tres protagonistas. También aparecen en algunos de los resorts temáticos de Disney, como Disney's Coronado Springs Resort, donde se pueden encontrar topiarios del trío, y Disney's All-Star Music Resort, donde una fuente que representa al trío es la pieza central de la piscina Calypso con forma de guitarra.
- Algunos clips de esta película se utilizan en la parte "Bienvenido a Río" del vídeo musical de Mickey Mouse Disco.
- El grupo musical ficticio Alvin y las Ardillas realizó una versión de la canción principal, «Los tres caballeros», para su álbum de 1995 con temática de Disney When You Wish Upon a Chipmunk ; sin embargo, The Walt Disney Company no patrocinó ni respaldó el álbum en el que aparecía la canción.
- Don Rosa escribió y dibujó dos secuelas de cómics: Los tres caballeros vuelven a cabalgar (2000) y Los siete magníficos (menos 4) caballeros (2005).
- En febrero de 2001, José y Panchito actuaron con Donald en el episodio «Los tres caballeros» de la serie House of Mouse, con las voces de Carlos Alazraqui (Pistoles) y Rob Paulsen (Carioca), apareciendo como personajes recurrentes después de ello. En 2015, también hacen una aparición en el episodio «¡Feliz Cumpleaños!» de Mickey Mouse como intérpretes en el cumpleaños de Mickey. El dúo apareció más tarde en el episodio de Mickey and the Roadster Racers «Mickey's Perfecto Day», en el que son excompañeros de banda de Donald que realizan un concierto con la Pata Daisy después de que Donald no puede participar.
- En septiembre de 2006, Panchito y José regresaron a Walt Disney World, donde aparecieron como personajes para conocer y saludar encontrándose afuera del pabellón de México en World Showcase en Epcot. Donald también apareció con ellos.
- En abril de 2007, la película se convirtió en la base de un paseo en el pabellón mexicano de Epcot de Walt Disney World llamado Gran Fiesta Tour Starring The Three Caballeros.[25]
- El desfile Mickey's Soundsational Parade de 2011 en Disneyland presenta a Los Tres Caballeros y al pájaro Aracuan en una sola unidad de desfile.
- Junto con muchos otros personajes de Disney, Panchito, José y Donald aparecen en la atracción actualizada It's a Small World en Disneyland durante la sección que representa a México.
- El 9 de junio de 2018, Disney Interactive produjo un nuevo programa llamado La leyenda de los tres caballeros, centrado en aventuras locas, que se lanzó por primera vez en la aplicación DisneyLife en Filipinas.[26]
- José y Panchito aparecen en el reboot de Patoaventuras de 2017, con Bernardo De Paula como José y Arturo Del Puerto como Panchito.[27]